# Deloitte
Deloitte Touche Tohmatsu Limited (/dəˈlɔɪt ˈtuːʃ toʊˈmɑːtsuː/) thường được gọi là Deloitte, là một mạng lưới dịch vụ kiểm toán đa quốc gia được thành lập ở Anh.
Deloitte là một trong những tổ chức "Big Four" của ngành kế toán và dịch vụ chuyên nghiệp lớn nhất trên thế giới theo doanh thu và số lượng chuyên gia. Deloitte cung cấp các dịch vụ tư vấn về kiểm toán, thuế, tư vấn, doanh nghiệp và dịch vụ tư vấn tài chính với hơn 263.900 chuyên gia trên toàn cầu. Trong năm 2017, mạng lưới thu được doanh thu tổng cộng đạt kỷ lục 38,8 tỷ USD. Vào năm 2016, Deloitte là tổ chức tư nhân lớn thứ 6 tại Hoa Kỳ.
Theo báo cáo vào năm 2012, Deloitte có số lượng khách hàng lớn nhất trong số 250 công ty FTSE tại Anh và vào năm 2015, Deloitte hiện có thị phần cao nhất trong việc kiểm toán trong số 500 công ty hàng đầu ở Ấn Độ. Deloitte đã được xếp hạng số một về thị phần trong tư vấn của Gartner, và năm thứ tư liên tiếp, Kennedy Consulting Research and Advisory xếp hạng Deloitte số một trong cả tư vấn toàn cầu và tư vấn quản lý dựa trên tổng doanh thu.

## Lịch sử

### Lịch sử ban đầu
Năm 1845, William Welch Deloitte mở văn phòng tại Luân Đôn. Deloitte là người đầu tiên được bổ nhiệm làm kiểm toán viên độc lập của một công ty đại chúng, đó là Công ty Great Western Railway.. Ông tiếp tục mở một văn phòng ở New York vào năm 1880.
Năm 1896, Charles Waldo Haskins và Elijah Watt Sells thành lập Haskins & Sells ở New York. Sau đó, nó được mô tả là "công ty kiểm toán lớn đầu tiên được thành lập ở nước này bởi các nhà kế toán Mỹ hơn là các kế toán Anh".
Năm 1898, George Touche thành lập một văn phòng tại Luân Đôn và sau đó, vào năm 1900, gia nhập John Ballantine Niven trong việc thành lập công ty của Touche Niven trong tòa nhà Johnston tại 30 Broad Street ở New York.
Vào ngày 1 tháng 3 năm 1933, Đại tá Arthur Hazelton Carter, Chủ tịch Hiệp hội Kiểm toán viên Hành nghề tại New York và là thành viên quản lý của Haskins & Sells, đã làm chứng trước Ủy ban Thượng viện Hoa Kỳ về Ngân hàng và Tiền tệ. Carter đã thuyết phục Quốc hội rằng kiểm toán độc lập nên là bắt buộc đối với các công ty đại chúng.

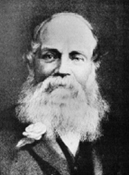
William Welch Deloitte, người sáng lập của Deloitte

Năm 1947, kế toán George Bailey của Detroit, sau đó là chủ tịch Viện Kế toán Công chứng Hoa Kỳ, đã khởi xướng tổ chức của mình. Tổ chức mới này đã có một khởi đầu tốt đẹp trong vòng chưa đầy một năm, các đối tác sáp nhập với Touche Niven và A. R. Smart để hình thành Touche, Niven, Bailey & Smart. Do Bailey đứng đầu, tổ chức này đã phát triển nhanh chóng, một phần bằng cách tạo ra một chức năng tư vấn quản lý chuyên dụng. Nó cũng liên kết chặt chẽ với các tổ chức được thành lập bởi đồng sáng lập Touche Niven, George Touche: tổ chức Ross và tổ chức George A. Touche của Anh. Năm 1960, công ty được đổi tên thành Touche, Ross, Bailey & Smart, trở thành Touche Ross vào năm 1969. Năm 1968, Nobuzo Tohmatsu thành lập Tohmatsu Aoki & Co, một công ty có trụ sở tại Nhật Bản để trở thành một phần của mạng Touche Ross vào năm 1975. Vào năm 1972, Robert Trueblood, Chủ tịch Touche Ross, đã lãnh đạo ủy ban chịu trách nhiệm đề nghị thành lập Ban Chuẩn mực Kế toán Tài chính.
Năm 1952, công ty của Deloitte (sau đó được gọi là Deloitte, Plender, Griffiths & Co.) sáp nhập với Haskins & Sells để thành lập Deloitte Haskins & Sells.  Deloitte Haskins & Sells.
Vào năm 1989, Deloitte Haskins & Sells sáp nhập với Touche Ross ở Mỹ để thành lập Deloitte & Touche. Công ty sáp nhập được phối hợp bởi J. Michael Cook và Edward A. Kangas. Với sự hợp tác của Anh, một số ít công ty thành viên Deloitte Haskins & Sells đã từ chối sáp nhập với Touche Ross và ngay sau đó hợp nhất với Coopers & Lybrand thành Coopers & Lybrand Deloitte (sau đó hợp nhất với Price Waterhouse để trở thànhPwC). Một số công ty thành viên của Touche Ross cũng đã bác bỏ việc sáp nhập với Deloitte Haskins & Sells và sáp nhập với các công ty khác. Tại Anh, Touche Ross sáp nhập với Spicer & Oppenheim vào năm 1990.